# Boxe nos Jogos Olímpicos de Verão de 2012
As competições de boxe nos Jogos Olímpicos de Verão de 2012 foram realizadas no ExCeL em Londres, entre 28 de julho e 12 de agosto. Foram disputados treze eventos, sendo dez masculinos e três femininos, determinadas por categorias de peso. Pela primeira vez em Olimpíadas foram incluídas categorias do boxe feminino.

## Calendário
| Julho/Agosto | 25 | 26 | 27 | 28 | 29 | 30 | 31 | 1 | 2 | 3 | 4 | 5 | 6 | 7 | 8 | 9 | 10 | 11 | 12 |
| ------------ | -- | -- | -- | -- | -- | -- | -- | - | - | - | - | - | - | - | - | - | -- | -- | -- |
| Boxe         |    |    |    |    |    |    |    |   |   |   |   |   |   |   |   | 3 |    | 5  | 5  |

|  | Dia de competição |  | Dia de final |

## Eventos

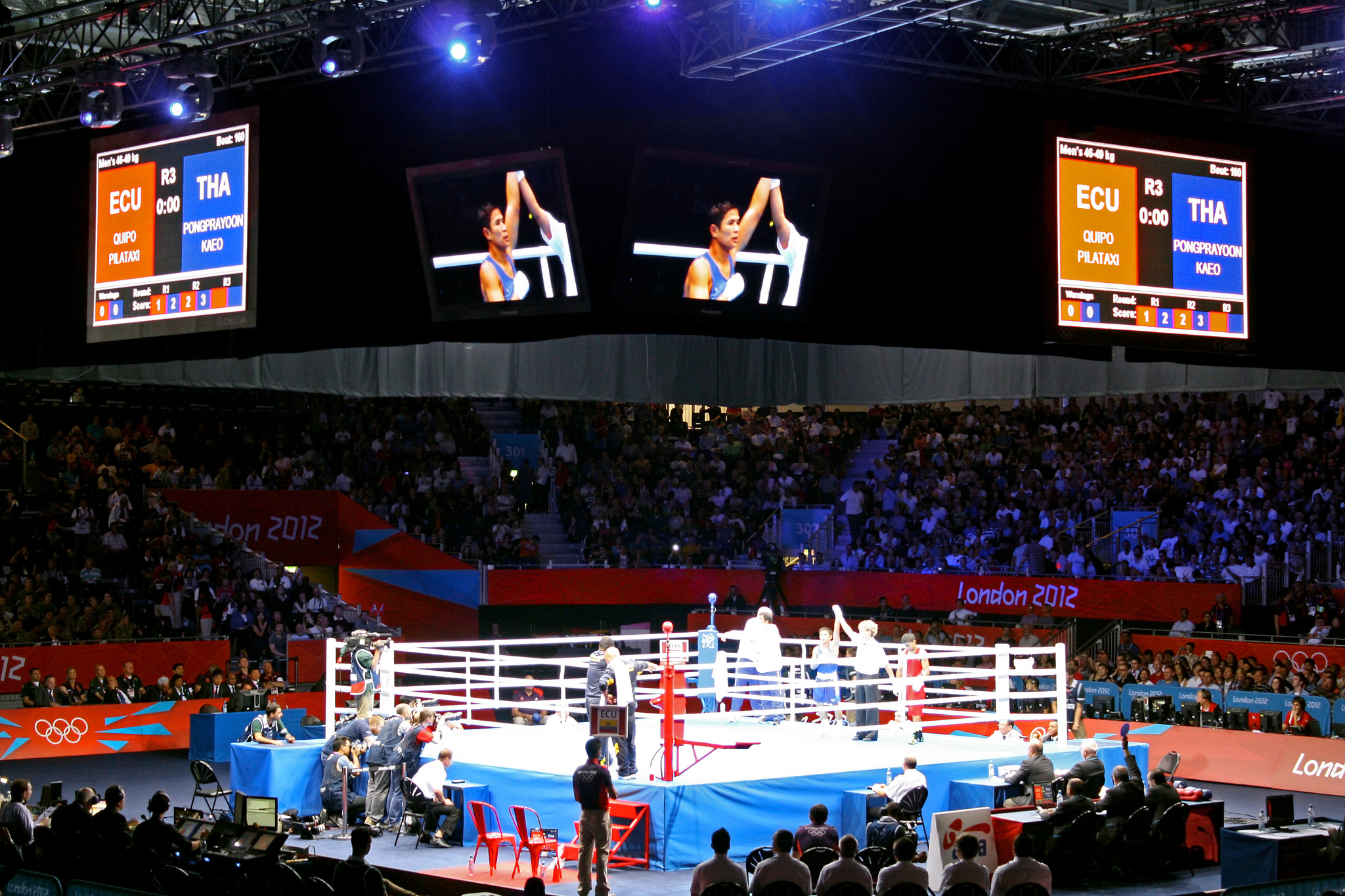
Centro de Exposições de Londres (ExCeL) durante as competições de boxe.

Foram concedidas 13 conjuntos de medalhas nos seguintes eventos:
Masculino
- Peso mosca-ligeiro (-49 kg)
- Peso mosca (-52 kg)
- Peso galo (-56 kg)
- Peso leve (-60 kg)
- Peso meio-médio-ligeiro (–64 kg)
- Peso meio-médio (–69 kg)
- Peso médio (-75 kg)
- Peso meio-pesado (-81 kg)
- Peso pesado (-91 kg)
- Peso super-pesado (+91 kg)

Feminino
- Peso mosca (48–51 kg)
- Peso leve (57–60 kg)
- Peso médio (75–81 kg)

## Medalhistas

### Masculino
| Evento                      | Ouro                            | Prata                                | Bronze                                                                  |
| --------------------------- | ------------------------------- | ------------------------------------ | ----------------------------------------------------------------------- |
| Mosca-ligeiro detalhes      | Zou Shiming CHN China           | Kaeo Pongprayoon THA Tailândia       | Paddy Barnes IRL Irlanda David Ayrapetyan RUS Rússia                    |
| Mosca detalhes              | Robeisy Ramírez CUB Cuba        | Nyambayaryn Tögstsogt MGL Mongólia   | Misha Aloyan RUS Rússia Michael Conlan IRL Irlanda                      |
| Galo detalhes               | Luke Campbell GBR Grã-Bretanha  | John Joe Nevin IRL Irlanda           | Lázaro Álvarez CUB Cuba Satoshi Shimizu JPN Japão                       |
| Leve detalhes               | Vasyl Lomachenko UKR Ucrânia    | Han Soon-chul KOR Coreia do Sul      | Yasniel Toledo CUB Cuba Evaldas Petrauskas LTU Lituânia                 |
| Meio-médio-ligeiro detalhes | Roniel Iglesias CUB Cuba        | Denys Berinchyk UKR Ucrânia          | Vincenzo Mangiacapre ITA Itália Uranchimegiin Mönkh-Erdene MGL Mongólia |
| Meio-médio detalhes         | Serik Sapiyev KAZ Cazaquistão   | Fred Evans GBR Grã-Bretanha          | Taras Shelestyuk UKR Ucrânia Andrey Zamkovoy RUS Rússia                 |
| Médio detalhes              | Ryōta Murata JPN Japão          | Esquiva Falcão BRA Brasil            | Anthony Ogogo GBR Grã-Bretanha Abbos Atoev UZB Uzbequistão              |
| Meio-pesado detalhes        | Egor Mekhontsev RUS Rússia      | Adilbek Niyazymbetov KAZ Cazaquistão | Yamaguchi Falcão BRA Brasil Oleksandr Gvozdyk UKR Ucrânia               |
| Pesado detalhes             | Oleksandr Usyk UKR Ucrânia      | Clemente Russo ITA Itália            | Tervel Pulev BUL Bulgária Teymur Mammadov AZE Azerbaijão                |
| Superpesado detalhes        | Anthony Joshua GBR Grã-Bretanha | Roberto Cammarelle ITA Itália        | Magomedrasul Majidov AZE Azerbaijão Ivan Dychko KAZ Cazaquistão         |

### Feminino
| Evento         | Ouro                                | Prata                        | Bronze                                                     |
| -------------- | ----------------------------------- | ---------------------------- | ---------------------------------------------------------- |
| Mosca detalhes | Nicola Adams GBR Grã-Bretanha       | Ren Cancan CHN China         | Marlen Esparza USA Estados Unidos Mary Kom IND Índia       |
| Leve detalhes  | Katie Taylor IRL Irlanda            | Sofya Ochigava RUS Rússia    | Mavzuna Chorieva TJK Tajiquistão Adriana Araújo BRA Brasil |
| Médio detalhes | Claressa Shields USA Estados Unidos | Nadezda Torlopova RUS Rússia | Marina Volnova KAZ Cazaquistão Li Jinzi CHN China          |

## Quadro de medalhas
| Ordem | País               | Medalha de ouro | Medalha de prata | Medalha de bronze |    | Ordem por total |
| ----- | ------------------ | --------------- | ---------------- | ----------------- | -- | --------------- |
| 1     | GBR Grã-Bretanha   | 3               | 1                | 1                 | 5  | 2               |
| 2     | UKR Ucrânia        | 2               | 1                | 2                 | 5  | 2               |
| 3     | CUB Cuba           | 2               |                  | 2                 | 4  | 4               |
| 4     | RUS Rússia         | 1               | 2                | 3                 | 6  | 1               |
| 5     | KAZ Cazaquistão    | 1               | 1                | 2                 | 4  | 4               |
|       | IRL Irlanda        | 1               | 1                | 2                 | 4  | 4               |
| 7     | CHN China          | 1               | 1                | 1                 | 3  | 7               |
| 8     | USA Estados Unidos | 1               |                  | 1                 | 2  | 10              |
|       | JPN Japão          | 1               |                  | 1                 | 2  | 10              |
| 10    | ITA Itália         |                 | 2                | 1                 | 3  | 7               |
| 11    | BRA Brasil         |                 | 1                | 2                 | 3  | 7               |
| 12    | MGL Mongólia       |                 | 1                | 1                 | 2  | 10              |
| 13    | KOR Coreia do Sul  |                 | 1                |                   | 1  | 14              |
|       | THA Tailândia      |                 | 1                |                   | 1  | 14              |
| 15    | AZE Azerbaijão     |                 |                  | 2                 | 2  | 10              |
| 16    | BUL Bulgária       |                 |                  | 1                 | 1  | 14              |
|       | IND Índia          |                 |                  | 1                 | 1  | 14              |
|       | LTU Lituânia       |                 |                  | 1                 | 1  | 14              |
|       | TJK Tajiquistão    |                 |                  | 1                 | 1  | 14              |
|       | UZB Uzbequistão    |                 |                  | 1                 | 1  | 14              |
| TOTAL | TOTAL              | 13              | 13               | 26                | 52 | —               |